# 叶利中
叶利中（1924年—1999年？）原名叶笃慎，天津人，祖籍安徽安庆，相声演员。

## 生平

### 痴迷相声
叶利中生于天津的一个书香门第。他的父亲先后娶了三房太太，大太太无子女，后两位姨太太共育有十个儿子，五个女儿。父亲请了两位家庭教师，让儿子们从五、六岁开始便上私塾。
叶利中自幼不喜读书。念私塾时，大嫂从娘家陪嫁带来了一台收音机，播放曲艺节目，幼小的叶利中一下子被吸引住了。放学回家后，他不及放下书包便趴在收音机旁边听啊听啊，听得入了迷。出于好奇，他有时还偷偷到曲艺场观看曲艺表演。当时，他的父亲去世，母亲对他十分溺爱。
叶利中7岁时，奶奶60大寿，将一班曲艺演员请到家中演出。由此叶利中结识了相声演员张寿臣，从此跟常宝堃等相声演员混得很熟。他逐渐开始学习说相声。

### 逐出家门
在家中继承了父业的大哥叶笃仁，认为小弟叶利中学说相声是“辱没门第”、 “败坏家风”。一日，叶利中在台上表演相声时，被大哥撞见。三天后，大哥给他一些股票，便把他逐出家门。几天后，他在报纸上看到大哥与他脱离兄弟关系的声明。自此，19岁的叶利中开始了流浪艺人的生活。
叶利中正式拜张寿臣为师，并同侯宝林、常宝堃共同演出。 但叶家不容他给家门“出丑”。母亲派人劝他说：“看在父母的面上，你千万不要说相声了！ ……”老师怕他的家人来找麻烦，也不敢再收留他。
叶利中只好赴重庆投奔五哥叶笃庄。但他刚踏上旅程便碰到汉奸抢劫，藏在斗笠中的盘缠遭抢劫一空。叶利中无盘缠去重庆，又不能回家，叶利中上吊自杀，幸被一位好心人搭救，并给了他一些路费。后来，他躲入一条运兵船，终于到达重庆。但五哥叶笃庄已经去了长沙。后來，经在重庆的一位姐夫介绍，他参加了“青年远征军”，赴印度及缅甸参战。幸亏叶利中会说相声，捡回了一条命。

### 重庆相声
抗日战争胜利后，叶利中辗转回到中国，第二次来到重庆。当时，他无依无靠，只好再度开始说相声。中华人民共和国成立后，相声演员从遭到歧视的“下九流”变成了受人尊敬的“人民演员”，叶利中遂开始了自己一生中的“黄金时代”，一边登台表演，一边创作段子，并且编写出版了三本传统相声集，名声大振，成了中国较有影响的相声演员。他还结了婚，有了自己温暖的小家庭。
在1958年的反右斗争中，叶利中受到了委屈。此后二十年，叶利中被剥夺了上台演出的权利。
中共十一届三中全会以后，他在1958年反右斗争中所受的委屈获得纠正，落实了政策，叶利中重新登上舞台，开始了一生中第二个“黄金时代”。除了参加演出，他还编写了数本相声集，创作了四个段子，其中的《卖菜记》获得了四川省创作二等奖。

### 兄弟重逢
中华人民共和国成立后，叶利中先后从报纸、电视上得知在北京的五位哥哥都很有地位：三哥叶笃义成了民盟中央副主席、全国政协常委，五哥叶笃庄为中国农业科学院研究员，六哥叶笃廉是中共中央党校三部主任，七哥叶笃正是中国科学院副院长、全国人大代表，九哥叶笃成是中共新华社党委副书记。叶利中觉得自己是个“说相声的”，自感是叶家的“不肖之子”。叶利中怕哥哥们看不起自己，所以一直不想与哥哥们联系。他曾经到过北京，但没有勇气寻找亲人。
1984年2月，组织上决定派叶利中率重庆市曲艺团赴北京学习交流。他托北京市曲艺团的人员给哥哥们写信试探，很快收到了哥哥们的回信：“春节刚到，天大的喜讯又落到咱们家中。知道失散四十多年的小弟还健在人间，我们举家欢腾，奔走相告……盼望你早日到京团聚！……”
接到来信，叶利中掩面痛哭。1984年3月中旬，某日傍晚，在北京的新华社食堂举办了小宴，叶利中在北京的哥哥叶笃义、叶笃庄、叶方（叶笃廉）、叶笃正、方实（叶笃成）与失散了40多年的小弟叶利中团聚了，促成他们兄弟团聚的北京市曲艺团的赵振铎、刘司昌、赵世忠、陈涌泉、李国盛、李金斗等人也参加了宴会。
叶利中的哥哥们请他到各家轮流小住，并同他说：“革命文艺是整个革命机器的一个重要组成部分，在新社会，各行各业都是为人民服务，行行出状元嘛！哪有高低贵贱之分？你在革命事业中得到的成绩和贡献不比我们差啊！你在长期落魄的境况下坚持艺术实践，自己闯出一条路，很不简单啊！……”
叶利中一生中第一次不再感到自卑，第一次觉得如此轻松愉快。 他来到北京后的第二天，侯宝林便派儿子侯跃文将“笃慎弟”请到家中设宴招待，北京市曲艺团也隆重为叶利中洗尘。后来，叶利中率团离开北京返回重庆。
叶利中任重庆市曲艺团艺委会委员，重庆市曲艺家协会理事。他一方面培养徒弟，另一方面抓紧著书。

## 著作
- 叶利中，秦琼战关公，上海：上海文化出版社，1957年
- 叶利中，贾行家，上海：上海文化出版社，1957年
- 叶利中，相声垫话选 第一集，西安：长安书店，1958年
- 叶利中，飞笔点太原，上海：上海文化出版社，1958年
- 叶利中，歪教书（传统相声集），成都：四川人民出版社，1980年
- 叶利中，怪病怪治（传统相声集），成都：四川人民出版社，1984年

## 家庭
- 曾祖：叶坤厚，清朝河南南汝光道道员[3]
- 祖父：叶伯英，清朝陕西巡抚[4]
- 父：叶崇质，清朝直隶巡警道，后弃官从商。他娶了三房太太，育有15位子女（10子，5女）。叶利中在兄弟中排行第十二，是兄弟中最小的一个。[3][5]
- 大哥：叶刚侯
- 二哥：姓名不详，早年夭亡。
- 三哥：叶笃义
- 四哥：叶笃信
- 六弟：叶笃廉（叶方），中国共产党党员。
- 七弟：叶笃正
- 八弟：空缺。当时二哥病重，家中将二哥改为八弟，希望由此可救其性命，但未成功。
- 九弟：叶笃成（方实）
- 十弟：姓名不详，早年夭亡。
- 十一弟：姓名不详，由别人家过继而来。
- 大姐：姓名不详，仅在家中读书。
- 二姐：姓名不详，仅在家中读书。
- 三姐：姓名不详，仅在家中读书。
- 四姐：姓名不详，仅在家中读书。
- 五姐：叶笃柔，曾入大学读书，后当教师。